# José Calvo de Lara
José Calvo de Lara (Sevilla, Corona de Castilla, Monarquía Hispánica c. 1640s - Gobernación de Nicaragua, Capitanía General de Guatemala c. 1720s) fue un comisario general de la caballería que ejercería los cargos de corregidor de Tecpán Atitlán (Sololá), corregidor de Quetzaltenango, alcalde mayor de Verapaz, alcalde mayor de San Salvador (desde 1694 a 1699), alcalde mayor interino de Sonsonate (1699 - 1700), alcalde mayor interino de Tegucigalpa, y gobernador de Nicaragua .

## Biografía
José Calvo de Lara nació por la década de 1640 en la ciudad de Sevilla en la Corona de Castilla de la Monarquía Hispánica, se dedicaría a la carrera militar; y más adelante, el 30 de mayo de 1668, sería designado como proveedor general de la armada y flota de las Indias (lo que sería aprobado por el monarca español el 30 de junio de ese año) para ocupar dicho puesto en la flota que ese año haría el viaje al continente americano.
Se asentaría en la ciudad de Santiago de Guatemala. El 26 de agosto de 1672 el presidente-gobernador y capitán general de Guatemala Fernando Francisco de Escobedo lo nombró como capitán de una de las compañías levantadas ante el peligro de un ataque pirata en la costa pacífica guatemalteca; luego, el 5 de noviembre de ese año, el dicho presidente-gobernador le reformó ese cargo. Posteriormente, en 1673 contraería matrimonio, en segundas nupcias, con Micaela de Estrada y Sierra; y ese mismo año, obtendría el cargo de alférez mayor y regidor (con función de depositario general) de la ciudad de Guatemala, por renuncia de García de Aguilar y de la Cueva, que le sería confirmado por el monarca español el 23 de enero de 1674.
El 4 de mayo de 1680, el presidente-gobernador y capitán general de Guatemala Lope de Sierra Osorio lo nombró corregidor del partido de Tecpán Atitlán (Sololá), tomando posesión de ese cargo el 20 de mayo de ese año, siendo después ratificado para un año más en dicho cargo. Después, el 11 de mayo de 1683, el rey Carlos II envió una recomendación al presidente-gobernador de Guatemala, para que le ocupase en puestos de su provisión y de que se le encomiende alguna pensión que esté vacante. El 4 de julio de 1684 se presentó (junto con José Hurtado de Arria y Lorenzo de Montúfar) ante el presidente-gobernador y capitán general de Guatemala Enrique Enríquez de Guzmán para solicitarle que pidiese al virrey de Nueva España el envío de la armada de barlovento para limpiar de piratas el puerto de Trujillo; posteriormente, el 9 de agosto de 1684 fue nombrado por el capitán general de Guatemala como corregidor de Quezaltenango; tomando posesión el 5 de septiembre de ese año, siendo luego ratificado para servir ese cargo por un año más. Más adelante, el 23 de diciembre de 1686, fue nombrado como alcalde mayor interino de Verapaz; tomando posesión el 31 de diciembre de ese año, ejerciendo dicho cargo hasta marzo de 1686,cuando se le concedió licencia para retirarse a su casa.
Sería alcalde ordinario interino y también propietario de la ciudad de Santiago de Guatemala, desde julio de 1687 hasta finales de diciembre de ese año; asimismo, fue regidor (con función de fiel ejecutor) del cabildo de esa ciudad en dos ocasiones. El 10 de abril de 1689 sería designado por segunda ocasión como alcalde mayor de Verapaz, tomando posesión el 16 de abril de ese año; durante su mandato trasladaría indígenas kekchí desde Cahabón hasta esa jurisdicción y establecería a indígenas hablantes de Chol en el valle de Urrán donde fundaría la población que pasará a llamarse Santa Cruz el Chol.
El 25 de octubre de 1689, el monarca español lo designaría como alcalde mayor de San Salvador, para que lo ejerciera luego que concluyese el período para el que había sido nombrado su predecesor José Hurtado de Arria; el 29 de abril de 1692 se le encomendó que llevase a cabo el juicio de residencia de José Hurtado; el 11 de marzo de 1694 la real audiencia guatemalteca, previo dictamen del fiscal de dicha audiencia, lo mandó a llamar para juramentarlo en dicho cargo; y el 18 de marzo  de ese año el presidente-gobernador y capitán general interino de Guatemala Fernando López de Ursino y Orbanejo le nombró como teniente de capitán general de dicha alcaldía Mayor, lo cual sería aprobado por real cédula; tomando posesión el 17 de mayo.
Ejercería el cargo de alcalde mayor de San Salvador hasta el año de 1699; luego de lo cual retornaría a Guatemala, donde el 31 de agosto de 1699 el presidente-gobernador y capitán general de Guatemala Gabriel Sánchez de Berrospe le designaría como alcalde mayor interino de Sonsonate, debido al fallecimiento de su predecesor Francisco Antonio de Fuentes y Guzmán, ejerciendo ese puesto hasta el año de 1700. Cuando regresaría a Guatemala, donde el oidor Juan Jerónimo Duardo (quien se encontraba ejerciendo el liderazgo del gobierno guatemalteco en ausencia del capitán general) le nombró como comisario general de la caballería del batallón de Guatemala, tomando posesión el 2 de abril de ese año; más adelante, el gobierno guatemalteco le designaría ese mismo año como alcalde mayor interino de Tegucigalpa, debido a estar en su juicio de residencia su predecesor Gabriel de Chacarri; luego, en 1703 se desempeñaría como alcalde ordinario y corregidor del valle de Santiago de Guatemala.
Por real cédula de 1706, se le otorgaría el puesto de gobernador interino de Nicaragua, debido a haberse suspendido del cargo a su predecesor el maestre de campo Miguel de Camargo; luego de haber concluido el tiempo para el que fuese designado como gobernador, probablemente se quedaría a vivir en Nicaragua donde fallecería por la década de 1720.